# Hmayeak Mamikonian
Hmayeak Mamikonian (en arménien Հմայեակ Մամիկոնյան) est un général arménien de la famille des Mamikonian, tué en 451. L'Église apostolique arménienne l'a élevé au rang de saint.
Il est fils de Hamazasp Ier Mamikonian et de Sahakanoysh, de la famille des Grégorides (en) issue de Grégoire Ier l'Illuminateur, l'évangélisateur de l'Arménie. Cette ascendance place la famille Mamikonian au premier plan de la noblesse arménienne. Il est également frère de Vardan II et de Hamazaspian Mamikonian,.

## Biographie
Dès son avènement, le roi sassanide Yazdgard II entreprend de convertir l'Arménie au mazdéisme. Vers 449, il promulgue un édit mettant les Arméniens en demeure d'abjurer leur foi. En retour, la noblesse et le clergé envoient un manifeste dans lequel ils assurent de leur obéissance absolue, mais refusent toute idée d'apostasie et dénient au roi perse le droit d'intervenir dans les affaires religieuses. Le roi convoque alors les principaux nakhararq et leur intime de choisir entre la conversion ou la mort. Ils s’exécutent, certains dont Vardan II avec réticence, mais usent d'un subterfuge consistant à accomplir les prosternations rituelles devant le soleil tout en adressant leurs prières à Dieu.
Les nakhararq reviennent en Arménie, accompagnés de prêtres mazdéistes qui entreprennent de fermer les églises et de construire des temples. Les nobles, ayant tout de même apostasié même si la cérémonie était factice, réagissent mollement au mécontentement, et c'est le clergé qui entraîne le peuple dans les émeutes. Vardan Mamikonian, mal à l'aise vis-à-vis du simulacre de conversion auquel il a dû se résoudre et ne voulant pas prendre les armes contre le roi, qui restait son suzerain, envisage de se réfugier dans l'Empire d'Orient. Le marzban Vasak de Siounie, inquiet de la défection d'un clan aussi puissant, lui dépêche des messagers qui réussissent à lui faire renoncer à son projet. Vardan prend alors la tête de l’insurrection contre les Perses et rallie la plus grande partie de la noblesse arménienne. Pour ne pas rester isolé, Vasak de Siounie n'a pas d'autre choix que de rejoindre l’insurrection, malgré sa fidélité sans faille envers le Sassanide,.
Conscient de son infériorité numérique, il envoie une ambassade à Constantinople, composée de son frère Hmayeak, d'Atom Gnouni, de Vardan Amatouni et de Meroujan Arçrouni. L'empereur Théodose II les reçoit favorablement, mais meurt en 450. Son gendre et successeur, Marcien, préfère maintenir la paix avec les Perses, pour pouvoir combattre Attila qui occupe la Pannonie et menace Constantinople.
En mai 451, Yazdgard II envoie en Arménie une armée qui écrase celle de Vardan Mamikonian le 2 juin 451 à Avarayr. Vardan Mamikonian est tué dans l'affrontement, et Vasak de Siounie fait sa soumission au roi, lui assurant qu'il n'avait rejoint l’insurrection que contraint. Cependant, la guérilla contre les Perses continue et Hmayeak, revenu de Constantinople, en prend la tête et occupe le Taïq avec deux compagnons, Artèn Kabelean et Varaz-Chapouh Palouni. Vasak de Siounie se rend dans la région avec une armée pour l'affronter et finit par le vaincre et le tuer lors d'une échauffourée, près d'Artanoudji,.

## Famille
Il avait épousé Dzoyk Arçrouni, probable sœur de Meroujan Arçrouni qui l'avait accompagné à Constantinople, qui a donné naissance à, :
- Vahan Ier le Grand, mort en 503-510, futur marzban ;
- Vard, mort vers 509/514, également futur marzban ;
- Vasak, général en 485 ;
- Artasès.

Dzoyk Arçrouni avait une sœur, Anouyshvram Arçrouni, mariée à Aršouša de Gogarène, qui fut emmené en captivité en Perse avec de nombreux nobles, dont les fils de Hmayeak, après la révolte de 451. En 455, il réussit à obtenir sa libération et celle de ses neveux, et les éleva avec ses propres enfants.

### Sources primaire
« Il [Sahag] n’avait aucun enfant mâle, mais seulement une fille qu’il avait donnée en mariage à Hamazasp, seigneur des Mamigoniens et général en chef des Arméniens, qui eut trois fils : saint Vartan, saint Hemaïag et le bienheureux Hamazasbian, auxquels saint Sahag donna en héritage ses biens, consistant en villages, fermes, et tout ce qu’il avait en sa possession. »

— Łazar Pʿarpec̣i, Histoire de l'Arménie, chapitre 18.

« Aussitôt ils écrivirent des lettres à l’empereur, à tous les grands de la cour des Grecs, et à d’autres princes et gouverneurs ; au ptieschkh d’Aghdznik, au prince d’Ankegh-doun, aux princes de Dzoph, de Haschdian, d’Éghéghié, aux autres princes de chaque canton, et au général en chef d’Antioche. Toutes ces lettres furent scellées d’abord avec l’anneau de Vasag, prince de Siounie, et ensuite avec ceux des autres chefs arméniens. On envoya comme messagers en Grèce : Vahan, prince de la famille des Amadouni, homme sage et prudent ; le bienheureux prince Hemaïag, frère du bienheureux Vartan, général des Arméniens, de la famille des Mamigoniens, et le bienheureux Merhoujan, frère de saint Aghan, de la famille des Ardzrouni. C’est à eux que Vasag et tous les princes arméniens confièrent les lettres, et les expédièrent à l’empereur, ainsi qu’à tous les autres nobles arméniens. »

— Łazar Pʿarpec̣i, Histoire de l'Arménie, chapitre 29.

« Un grand nombre de fugitifs arméniens, de satrapes, de princes, de citadins et de gens du peuple s’étaient rendus dans la terre de Daïk, et réunis autour de Hemaïag, frère du saint général Vartan, qui se trouvait alors en Grèce, pour demander des troupes à l’empereur (roi), comme nous l’avons déjà raconté. Il se présenta avec ses compagnons à l’empereur Théodose, qui, ayant su le motif de leur venue, les écouta avec bonté, et s’engagea à les secourir avec des troupes. Le saint empereur se disposait à exécuter sa promesse lorsqu’il toucha au terme de son existence et cessa de vivre. Marcien lui succéda ; ce prince, s’étant informé de la situation des affaires des Arméniens, interrogea en ces termes les grands de sa cour : « Quelle réponse vous semble-t-il qu’on doive faire à ceux qui sont venus de l’Arménie ici ? » Anatole, qui était alors général d’Antioche, et un certain Florentius, Syrien de nation, qui était un grand de la Porte royale, répondirent à l’empereur, en disant : « Il ne nous paraît pas utile de rompre l’alliance et les traités que nos anciens souverains ont depuis longtemps conclus et contractés de renouveler avec la guerre une querelle déjà apaisée, ni d’arracher un pays à la domination de son souverain. En outre, il faut encore considérer l’issue d’une entreprise si incertaine, puisque nul ne peut savoir si cette guerre aura une fin favorable ou funeste. » En parlant ainsi, ils détournèrent l’empereur de sa résolution ; et les Arméniens échouèrent ainsi dans l’espérance qu’ils avaient conçue inutilement. »

— Łazar Pʿarpec̣i, Histoire de l'Arménie, chapitre 36.

« Cependant, comme ils [Hemaïag et ses compagnons] n’étaient pas arrivés au moment où on livrait le combat, ils s’arrêtèrent pour quelque temps près de la montagne appelée Barkhar, sur les frontières de la Chaldie. La position qu’ils y avaient prise était assez forte. Tandis qu’ils conféraient ensemble sur la manière dont ils devaient agir en vue des éventualités du moment, les ennemis arrivèrent pendant la nuit, avec des guides sûrs, et, au point du jour, ils se jetèrent, les armes à la main, sur les compagnons de Hemaïag le Mamigonien, dans le village nommé Ordchenhagh, dans la province de Daïk. Alors ceux qui étaient descendus du mont Barkhar se mirent à marcher avec précipitation et à monter sur leurs chevaux ; et, les uns sans armes, les autres armés, battirent les soldats perses ; puis, les faisant reculer, ils les mirent en fuite. Un grand nombre de combattants furent renversés par terre dans le village même et d’autres dans la campagne. Ce fut dans cet engagement que le bienheureux prince Hemaïag obtint la couronne du martyre, car il désirait ardemment de s’unir à son saint frère ; aussi il ne tarda pas à être exaucé, puisque Dieu, en accueillant son désir, le couronna pour satisfaire à son vœu. Les soldats fidèles, qui s’étaient réunis auprès de saint Hemaïag, témoins de cet événement, furent plongés dans une grande affliction, et ils tombèrent dans le découragement n’ayant plus aucune espérance de consolation. Chacun semblait déjà entendre la sentence d’une mort infâme et dune fin terrible, et, frappés d’épouvante, ils s’en retournèrent sur le mont Barkhar, pour réparer les pertes qu’ils avaient essuyées dans ce désastre, et pour trouver quelque remède au malheur et à la désolation qui les accablaient. »

— Łazar Pʿarpec̣i, Histoire de l'Arménie, chapitre 37.

### Sources secondaires
- René Grousset, Histoire de l’Arménie des origines à 1071 [détail des éditions]
- Cyrille Toumanoff, Les dynasties de la Caucasie chrétienne de l'Antiquité jusqu'au XIXe siècle : Tables généalogiques et chronologiques, Rome, 1990.
- Christian Settipani, Continuité des élites à Byzance durant les siècles obscurs. Les princes caucasiens et l'Empire du VIe au IXe siècle, Paris, de Boccard, 2006, 634 p. [détail des éditions] (ISBN 978-2-7018-0226-8).
- Gérard Dédéyan (dir.), Histoire du peuple arménien, Toulouse, Éd. Privat, 2007 (1re éd. 1982), 991 p. [détail de l’édition] (ISBN 978-2-7089-6874-5).